# Бортников Іван Васильович
Іван Васильович Бортников (21 жовтня 1903, Троїцьк, Оренбурзька губернія, Російська імперія
 — 5 червня 1991, Одеса, УРСР, СРСР) — радянський освітянин, партійний діяч, історик.

## Біографія
Народився 21 жовтня 1903 року в Троїцьку Оренбурзької губернії.
Навчався в ад’юнктурі в Ленінграді. У 1930-х роках викладав у військовому училищі у Свердловську.  
Учасник німецько-радянської війни, підполковник у відставці. 
У 1943—1944 роках був директором Ярославського державного педагогічного інституту та завідувачем кафедри марксизму-ленінізму. Започаткував видання  «Учених записок» педагогічного інституту.
Кандидат історичних наук. Доцент.
У 1940-х роках працював завідувачем кафедри марксизму-ленінінзму Одеського державного педагогічного інституту імені К. Д. Ушинського.
З березня по листопад 1946 року — завідувач відділу шкіл Одеського обласного комітету КП(б)У. З листопада 1946 по лютий 1947 року — заступник завідувача відділу пропаганди і агітації Одеського обласного комітету КП(б)У.
У лютому (затв.) 1947 — грудні 1950 року — секретар Одеського обласного комітету КП(б)У з пропаганди і агітації. Входив до складу вченої ради Одеського музею «Героїчна оборона Одеси».
У 1955—1959 роках обіймав посаду директора Ростовського педагогічного інституту у Ростові-на-Дону. Згодом викладав історію КПРС у Ростовському інженерно-будівельному інституті.
З 1963 року мешкав в Одесі, де й помер 5 червня 1991 року.

## Праці
- Ярославская область в дни Великой Отечественной войны / И. В. Бортников // Ученые записки Ярославского педагогического института. — 1944. — Вып. 1. — С. I—XLI.
- Общая стачка 1903 года рабочих г. Одессы / И. В. Бортников / Наукові записки Одеського  державного педагогічного інституту ім. К. Д. Ушинського. — 1947. — Вип. VIII. — С. 55—88.
- Июльские дни 1903 года на юге России / И. В. Бортников. — Одесса: Облиздат, 1953. — 124 с.